# Ponts couverts (Strasbourg)
 (novembre 2023).
Les ponts couverts de Strasbourg constituent un ensemble de trois ponts enjambant l'Ill au cœur du quartier de la Petite France. Entre les XIIIe et XVIIIe siècles, il y avait à cet endroit quatre ponts couverts. Les ponts actuels ne sont plus couverts mais en ont conservé le nom.
Les quatre tours fortifiées — cinq à l'origine — jalonnant ces ponts sont classées aux monuments historiques depuis 1928.

## Historique

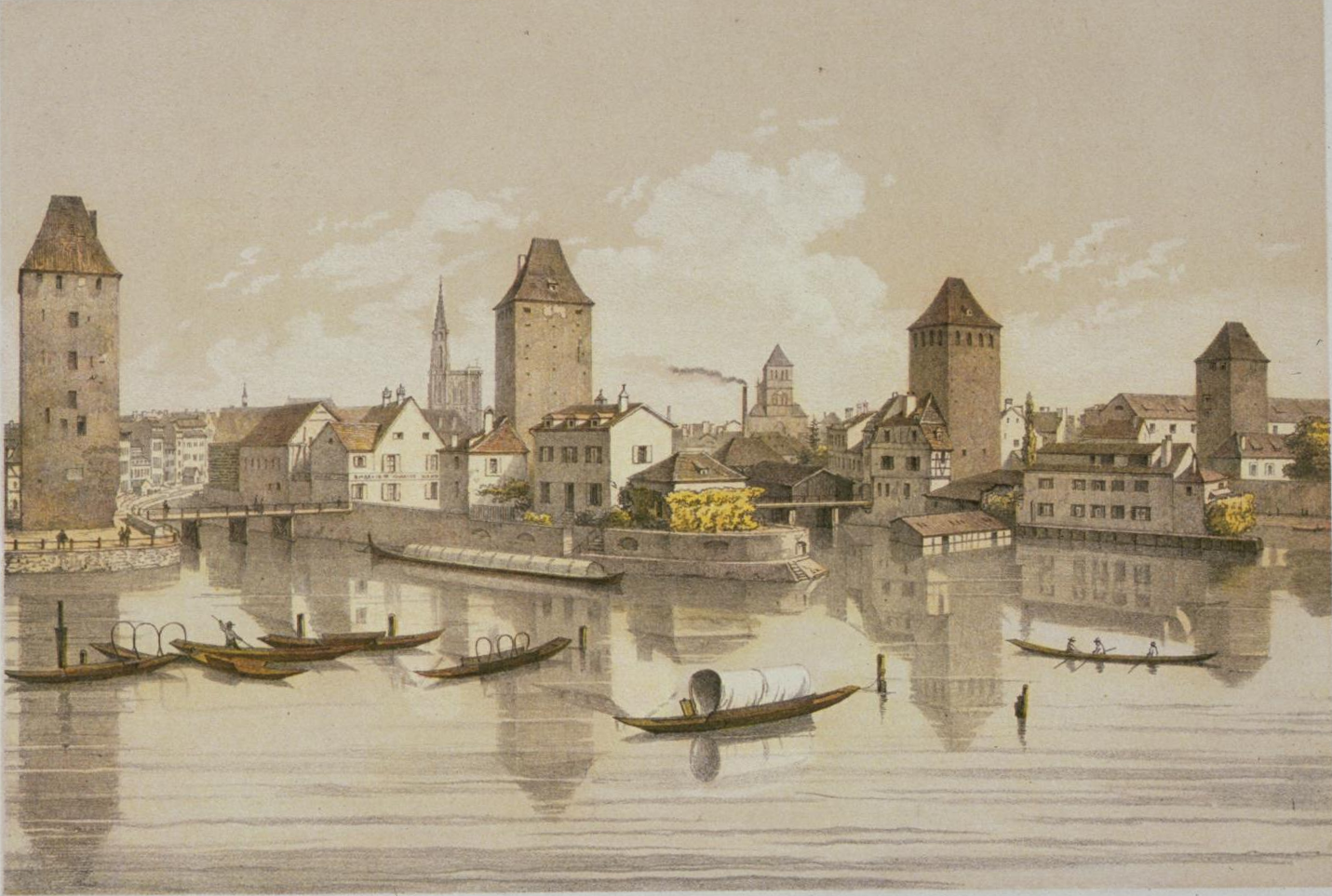
Les ponts encore en bois mais sans couvertures.

Quatre ponts sont construits de 1230 à 1250 sur les bras de la rivière Ill, pour défendre Strasbourg contre des attaques qui viendraient de cette direction. Ils ont été construits par les bourgeois de la ville pour fermer l'accès à l'Ill. En 1332, les piliers de soutènement en bois sont remplacés par de solides piles en maçonnerie. 
La dénomination de "Ponts couverts" rappelle que ces derniers formaient une succession de galeries couvertes d'une toiture de tuiles, à partir du XIVe siècle. Si les galeries étaient ouvertes du côté de la ville, elles étaient closes d'une paroi en bois et percées de meurtrières pour l'artillerie du côté extérieur. Au XVIe siècle, Daniel Specklin perfectionne le système défensif de l'ensemble.
Sur ces ponts s'intercalent cinq tours carrées crénelées massives. Vers 1570, des herses en fer sont installées afin de condamner, en cas de danger, l'accès depuis la rivière.
Entre 1681 et 1688, l'ingénieur Jacques Tarade construit, d'après les plans de Vauban, un pont-écluse dit barrage Vauban, une centaine de mètres en amont. Adapté aux techniques militaires  de l'époque, cet ouvrage fut utilisé, durant la guerre de 1870, pour inonder la zone située en amont.
En 1784, les toits recouvrant les ponts sont retirés. En 1865 les ponts en bois sont rasés et reconstruits entièrement en pierre dans leur configuration actuelle.
La tour de l'Almosenturm ou Malzenturm est rasée en 1869 après un incendie en 1863. Les quatre autres doivent leur conservation à leur rôle de prison jusqu'à ce que la maison d'arrêt de la rue du Fil soit achevée en 1823.

## Description
Les trois  ponts actuels sont de type pont en arc.
Ce sont, du nord au sud : 
- le "pont couvert I", pour le pont d'une arche franchissant le canal de navigation de l'Ill ;
- le "pont couvert II", pour le pont de deux arches franchissant le canal du Moulin dit Spitzmühle sous arche rive gauche et Dinsenmühle sous arche rive droite toujours sur l'Ill ;
- le "pont couvert III", pour le pont d'une arche franchissant le canal du Moulin dit Zornmühle de l'Ill.

Les cinq tours primitives sont dénommées ainsi, du nord au sud :
1. la Stöckelsturm, la Henkersturm ou « Tour du Bourreau », un peu à l'écart des autres, près du pont de l'Abattoir. Elle ne conserve aucune structure interne en bois antérieure au début du XVIIIe siècle. Son réaménagement date de 1746. Au second étage, les deux cellules en chêne possèdent leurs portes avec les huissiers et ferrures. La prison ferma en 1823.
2. Tour Malzenturm (détruite) elle possédait la même charpente que les tours n°3 et 5.
3. l'Heinrichsturm, « Tour de l'Éclusier » ou « Tour Henri » elle est la seule à  conserver des bois d'œuvre de son état primitif qu'une expertise dendrochronologique permet une datation de 1229 en accord avec les sources écrites. Une première cellule de prison y fut installée au troisième étage en 1351 dont il ne reste que l'ossature donnant une superficie de 13 mètres carrés . La charpente de sa toiture est datée de 1408, elle était dotée de trois bretèches, supprimées plus tard et couvertes de tuiles creuses. En 1529 trois nouvelles cellules furent créées au second étage. Constituées de poutres de chêne juxtaposés laissant un espace réduit au prisonnier soit en moyenne 6,5 métres carrés, sans chauffage ni commodités hygiéniques;
4. l'Hans von Altheimturm  ou « Tour Jean de Altheim » :Cette tour fut intégralement reconstruite pour ses structures internes en bois en 1696, à la suite d'un incendie. Elle perdit ses fonctions militaires au profit de celles d'incarcération dès 1686 lors de la construction du barrage-écluse;
5. la Französische Turm ou « Tour des Français ». La charpente de sa toiture est identique à celle des tours 2 et 3, mais n'est pas encore datée

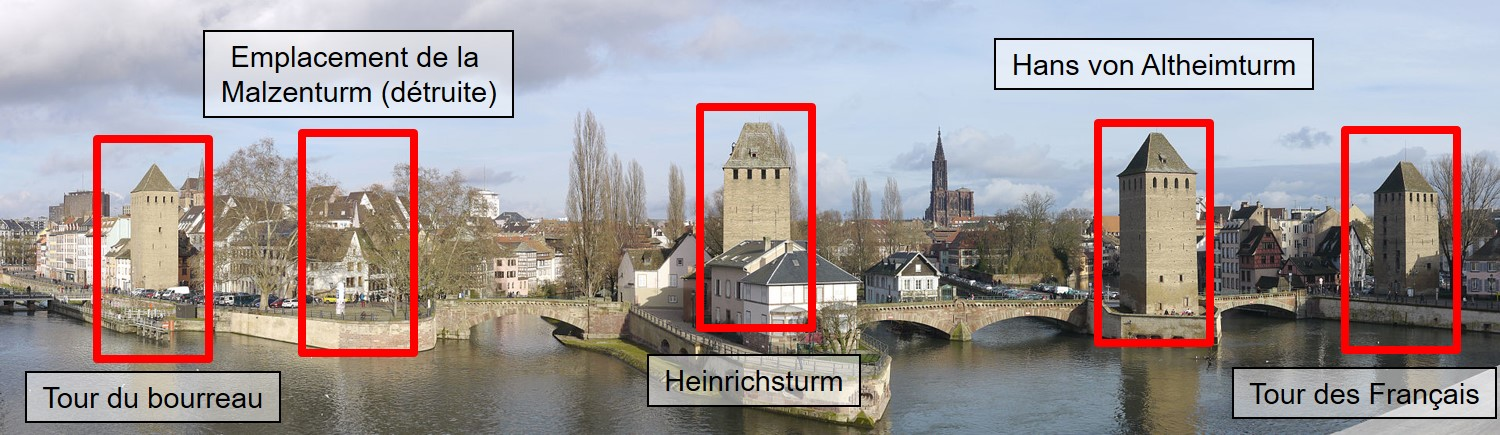
Vue d'ensemble avec indication du nom des tours.

Ces tours en briques, partagent un certain nombre de points communs. Elles font 8,60 mètres de côté pour une hauteur de
19 mètres, représentant 5 niveaux que séparent des planchers. On accédait aux tours par des portes en grès dans la façade arrière, au premier pour la tour numéro 4 et au second niveau pour les tours numéros 1,3 et 5 qui devaient être recouvertes d'une toiture dont il ne reste aucun vestige.
Ouvrage militaire destiné au gué et à la défense, chaque tour était pourvue sur les trois côtés les plus exposés à une attaque de six à neuf meurtrières par étage, réparties sur trois niveaux.
Certaines meurtrières avaient une position en biais de manière à bien orienter les tirs du côté de l'attaque. Le sommet étaient constitué d'ouvertures à la manière d'un crénelage.

### Mémoires des détenus
Sur les parois des cellules, les détenus gravèrent quelques 500 graffitis à l'aide d'objet tranchants associés à une vingtaine de millésimes réalisés entre 1530 et 1595.

### XIXesiècle
Depuis la fermeture des prisons en 1823 et son remplacement par une prison municipale, les tours subirent quelques travaux pour être affectées à de nouvelles fonctions de courtes durées et ne furent restaurées qu'une seule fois pour les façades  entre 1977 et 1981.